# Singapore Open (Badminton)
Die Singapore Open sind die offenen internationalen Meisterschaften von Singapur im Badminton. Die S.B.A., die Singapore Badminton Association, datiert den Beginn der Singapore Open auf 1960. 1997 und 1998 wurde das Turnier als Konica Cup bezeichnet, welcher auch schon in den Jahren von 1987 bis 1989 ausgetragen wurde. Die Singapore Open selbst benennen die erste Ausgabe des Konica Cups 1987 als Beginn der Turnierserie. Seit 2007 gehören die Singapore Open zur BWF World Superseries. Die nationalen Titelkämpfe waren bis 1959 ebenfalls offen für internationale Starter.

## Die Sieger
| Jahr      | Herreneinzel             | Dameneinzel         | Herrendoppel                         | Damendoppel                                 | Mixed                                          |
| --------- | ------------------------ | ------------------- | ------------------------------------ | ------------------------------------------- | ---------------------------------------------- |
| 1960      | Billy Ng                 | Tan Gaik Bee        | Khoo Eng Huah Bobby Chee             | Tan Gaik Bee Cecilia Samuel                 | Ong Poh Lim Jessie Ong                         |
| 1961      | Lee Kin Tat              | Helen Ong           | Robert Lim Lim Wei Lon               | Jessie Ong Nancy Ang                        | Ong Poh Lim Jessie Ong                         |
| 1962      | Wee Choon Seng           | Prathin Pattabongse | Wee Choon Seng Ong Poh Lim           | Helen Ong Vivien Gwee                       | nicht ausgetragen                              |
| 1963      | Teh Kew San              | Sylvia Tan          | Tan Yee Khan Ng Boon Bee             | Sylvia Tan Tan Yee Chin                     | Ong Poh Lim Lim Choo Eng                       |
| 1964      | Billy Ng                 | Sylvia Tan          | Tan Yee Khan Ng Boon Bee             | Sylvia Tan Lai Siew York                    | Tan Boon Liat Lim Choo Eng                     |
| 1965      | Omar Manap               | Lai Siew York       | Tan Yee Khan Ng Boon Bee             | Lim Choo Eng Luanne Lim                     | Lindy Lin Vivien Gwee                          |
| 1966      | Yew Cheng Hoe            | Nurhaena            | Yew Cheng Hoe Eddy Choong            | Nurhaena Tan Tjoen Ing                      | Billy Ng Sylvia Ng                             |
| 1967      | Tan Aik Huang            | Minarni             | Tan Yee Khan Ng Boon Bee             | Retno Koestijah Minarni                     | Darmadi Minarni                                |
| 1968      | Tan Aik Huang            | Noriko Takagi       | Ng Boon Bee Tan Yee Khan             | Hiroe Yuki Noriko Takagi                    | Svend Andersen Noriko Takagi                   |
| 1969      | Rudy Hartono             | Lim Choo Eng        | Rudy Hartono Indratno                | Lim Choo Eng Aishah Attan                   | nicht ausgetragen                              |
| 1970      | Muljadi                  | Minarni             | Indratno Indra Gunawan               | Minarni Retno Koestijah                     | Ng Boon Bee Sylvia Ng                          |
| 1971      | Ippei Kojima             | Sylvia Ng           | Ade Chandra Christian Hadinata       | Rosalind Singha Ang Teoh Siew Yong          | Ng Boon Bee Sylvia Ng                          |
| 1972      | Iie Sumirat              | Intan Nurtjahja     | Tan Aik Huang Tan Aik Mong           | Intan Nurtjahja Regina Masli                | Johan Wahjudi Regina Masli                     |
| 1973      | Iie Sumirat              | Thongkam Kingmanee  | Johan Wahjudi Tjun Tjun              | Sri Wiyanti Theresia Widiastuti             | nicht ausgetragen                              |
| 1974 1986 | nicht ausgetragen        | nicht ausgetragen   | nicht ausgetragen                    | nicht ausgetragen                           | nicht ausgetragen                              |
| 1987      | Misbun Sidek             | Elizabeth Latief    | Liem Swie King Bobby Ertanto         | Hwang Hye-young Chung Myung-hee             | nicht ausgetragen                              |
| 1988      | Yang Yang                | Li Lingwei          | Shinji Matsuura Shuji Matsuno        | Shi Wen Zhou Lei                            | nicht ausgetragen                              |
| 1989      | Zhao Jianhua             | Han Aiping          | Razif Sidek Jalani Sidek             | Lin Ying Guan Weizhen                       | nicht ausgetragen                              |
| 1990      | Foo Kok Keong            | Tang Jiuhong        | Eddy Hartono Rudy Gunawan            | Gillian Clark Gillian Gowers                | Jan-Eric Antonsson Maria Bengtsson             |
| 1991      | Bambang Suprianto        | Huang Hua           | Park Joo-bong Kim Moon-soo           | Chung Myung-hee Chung So-young              | Thomas Lund Pernille Dupont                    |
| 1992      | Zhao Jianhua             | Ye Zhaoying         | Chen Kang Chen Hongyong              | Gillian Clark Gillian Gowers                | Pär-Gunnar Jönsson Maria Bengtsson             |
| 1993      | nicht ausgetragen        | nicht ausgetragen   | nicht ausgetragen                    | nicht ausgetragen                           | nicht ausgetragen                              |
| 1994      | Ardy Wiranata            | Ra Kyung-min        | Rexy Mainaky Ricky Subagja           | Ge Fei Gu Jun                               | Thomas Lund Marlene Thomsen                    |
| 1995      | Joko Suprianto           | Lim Xiaoqing        | Rexy Mainaky Ricky Subagja           | Ge Fei Gu Jun                               | Tri Kusharyanto Minarti Timur                  |
| 1996      | nicht ausgetragen        | nicht ausgetragen   | nicht ausgetragen                    | nicht ausgetragen                           | nicht ausgetragen                              |
| 1997      | Heryanto Arbi            | Mia Audina          | Candra Wijaya Sigit Budiarto         | Ge Fei Gu Jun                               | Bambang Suprianto Rosalina Riseu               |
| 1998      | Hendrawan                | Ye Zhaoying         | Candra Wijaya Sigit Budiarto         | Ge Fei Gu Jun                               | Tri Kusharyanto Minarti Timur                  |
| 1999      | Heryanto Arbi            | Ye Zhaoying         | Choong Tan Fook Lee Wan Wah          | Huang Nanyan Yang Wei                       | Kim Dong-moon Ra Kyung-min                     |
| 2000      | nicht ausgetragen        | nicht ausgetragen   | nicht ausgetragen                    | nicht ausgetragen                           | nicht ausgetragen                              |
| 2001      | Taufik Hidayat           | Zhang Ning          | Tony Gunawan Halim Haryanto          | Zhang Jiewen Wei Yili                       | Jens Eriksen Mette Schjoldager                 |
| 2002      | Chen Hong                | Zhou Mi             | Flandy Limpele Eng Hian              | Huang Nanyan Yang Wei                       | Kim Dong-moon Ra Kyung-min                     |
| 2003      | Chen Hong                | Zhang Ning          | Jens Eriksen Martin Lundgaard Hansen | Yang Wei Zhang Jiewen                       | Kim Dong-moon Ra Kyung-min                     |
| 2004      | Kenneth Jonassen         | Zhang Ning          | Luluk Hadiyanto Alvent Yulianto      | Yang Wei Zhang Jiewen                       | Nova Widianto Liliyana Natsir                  |
| 2005      | Taufik Hidayat           | Zhang Ning          | Candra Wijaya Sigit Budiarto         | Zhang Dan Zhang Yawen                       | Zhang Jun Gao Ling                             |
| 2006      | Peter Gade               | Pi Hongyan          | Flandy Limpele Sigit Budiarto        | Yang Wei Zhang Jiewen                       | Nova Widianto Liliyana Natsir                  |
| 2007      | Boonsak Ponsana          | Zhang Ning          | Fu Haifeng Cai Yun                   | Zhang Yawen Wei Yili                        | Flandy Limpele Vita Marissa                    |
| 2008      | Lee Chong Wei            | Tine Rasmussen      | Zakry Abdul Latif Fairuzizuan Tazari | Yu Yang Du Jing                             | Nova Widianto Liliyana Natsir                  |
| 2009      | Bao Chunlai              | Zhou Mi             | Anthony Clark Nathan Robertson       | Zhang Yawen Zhao Tingting                   | Zheng Bo Ma Jin                                |
| 2010      | Sony Dwi Kuncoro         | Saina Nehwal        | Fang Chieh-min Lee Sheng-mu          | Shinta Mulia Sari Yao Lei                   | Thomas Laybourn Kamilla Rytter Juhl            |
| 2011      | Chen Jin                 | Wang Xin            | Cai Yun Fu Haifeng                   | Tian Qing Zhao Yunlei                       | Tontowi Ahmad Liliyana Natsir                  |
| 2012      | Boonsak Ponsana          | Juliane Schenk      | Markis Kido Hendra Setiawan          | Bao Yixin Zhong Qianxin                     | Chen Hung-ling Cheng Wen-hsing                 |
| 2013      | Tommy Sugiarto           | Wang Yihan          | Mohammad Ahsan Hendra Setiawan       | Tian Qing Zhao Yunlei                       | Tontowi Ahmad Liliyana Natsir                  |
| 2014      | Simon Santoso            | Wang Yihan          | Cai Yun Lu Kai                       | Bao Yixin Tang Jinhua                       | Tontowi Ahmad Liliyana Natsir                  |
| 2015      | Kento Momota             | Sun Yu              | Angga Pratama Ricky Karanda Suwardi  | Ou Dongni Yu Xiaohan                        | Zhang Nan Zhao Yunlei                          |
| 2016      | Sony Dwi Kuncoro         | Ratchanok Intanon   | Fu Haifeng Zhang Nan                 | Nitya Krishinda Maheswari Greysia Polii     | Ko Sung-hyun Kim Ha-na                         |
| 2017      | Sai Praneeth Bhamidipati | Tai Tzu-ying        | Mathias Boe Carsten Mogensen         | Kamilla Rytter Juhl Christinna Pedersen     | Lu Kai Huang Yaqiong                           |
| 2018      | Chou Tien-chen           | Sayaka Takahashi    | Mohammad Ahsan Hendra Setiawan       | Yukiko Takahata Ayako Sakuramoto            | Goh Soon Huat Shevon Jemie Lai                 |
| 2019      | Kento Momota             | Tai Tzu-ying        | Takeshi Kamura Keigo Sonoda          | Mayu Matsumoto Wakana Nagahara              | Dechapol Puavaranukroh Sapsiree Taerattanachai |
| 2020 2021 | abgesagt                 | abgesagt            | abgesagt                             | abgesagt                                    | abgesagt                                       |
| 2022      | Anthony Ginting          | P. V. Sindhu        | Leo Rolly Carnando Daniel Marthin    | Apriyani Rahayu Siti Fadia Silva Ramadhanti | Dechapol Puavaranukroh Sapsiree Taerattanachai |
| 2023      | Anthony Ginting          | An Se-young         | Takuro Hoki Yugo Kobayashi           | Chen Qingchen Jia Yifan                     | Mathias Christiansen Alexandra Bøje            |
| 2024      | Shi Yuqi                 | An Se-young         | He Jiting Ren Xiangyu                | Chen Qingchen Jia Yifan                     | Zheng Siwei Huang Yaqiong                      |
| 2025      | Kunlavut Vitidsarn       | Chen Yufei          | Aaron Chia Soh Wooi Yik              | Kim Hye-jeong Kong Hee-yong                 | Dechapol Puavaranukroh Supissara Paewsampran   |